# 乌博尔多
乌博尔多（義大利語：Uboldo），是意大利瓦雷泽省的一个市镇。总面积10.6平方公里，人口10323人，人口密度973.9人/平方公里（2009年）。国家统计（ISTAT）代码为012130。